# Helicóptero de Crowell
O helicóptero de Crowell, foi um projeto de Luther C. Crowell, cuja patente foi reconhecida pelo Patent Office dos Estados Unidos em 3 de junho de 1862.

## Características
O que mais chamava a atenção nesse projeto eram as suas características mecânicas inéditas. Por exemplo, as duas hélices com as quais ele era equipado, eram presas à dobradiças que podiam ser manipuladas de forma a mudar a orientação das hélices da posição horizontal para a posição vertical e vice versa. Dessa forma, se a máquina estava voando como um helicóptero, elas eram posicionadas na vertical. Para voar para a frente elas eram abaixadas para a posição horizontal.